# Robert Kiprono Cheruiyot

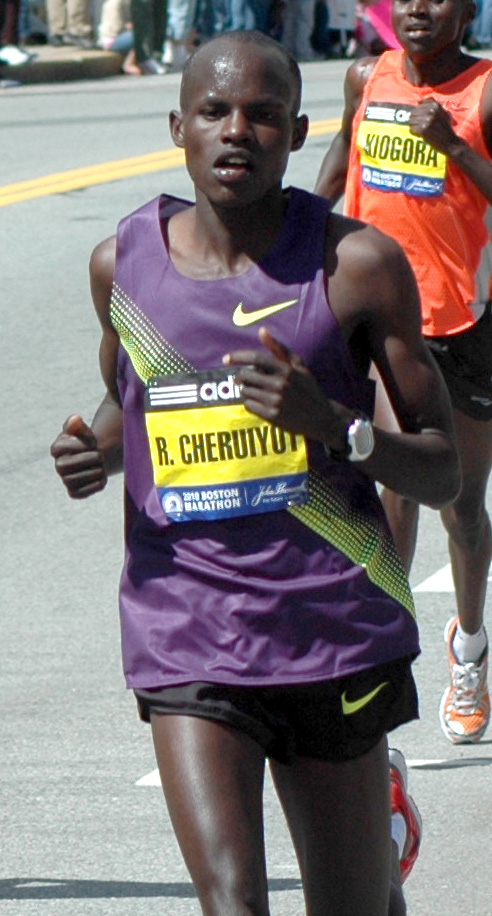
Robert Kiprono Cheruiyot beim Boston-Marathon 2010

Robert Kiprono Cheruiyot (* 10. August 1988 in Bomet, Provinz Rift Valley) ist ein kenianischer Marathonläufer.
Cheruiyot, der nach eigenen Angaben seit 2005 professionell trainiert, lief 2007 in Eldoret einen Halbmarathon in 1:03 h. 2008 schloss er sich dem Trainingscamp von William Kiplagat an, der ihn überredete, seine erste Reise außerhalb Kenias anzutreten und beim Frankfurt-Marathon zu starten. Da die Organisatoren des Laufs ihr Athletenbudget erschöpft hatten, bezahlte der Athlet die Reise aus der eigenen Tasche, mit der Zusicherung, seine Auslagen vom Veranstalter bei einer Zeit unter 2:14 ersetzt zu bekommen.
Beim Frankfurter Rennen, seinem ersten Lauf über die 42,195 km, überraschte er die Konkurrenz und die Fachwelt, indem er sich bei km 35 von der Spitzengruppe löste und mit 2:07:21 h einen Streckenrekord aufstellte.
2009 wurde er beim Boston-Marathon in 2:10:06 h Fünfter, beim Rotterdam-Halbmarathon Zwölfter und beim Frankfurt-Marathon in 2:06:23 h Zweiter.
2010 verbesserte er beim Boston-Marathon den Streckenrekord seines Namensvetters Robert Kipkoech Cheruiyot um fast anderthalb Minuten auf 2:05:52.
Robert Kiprono Cheruiyot ist das vierte von fünf Kindern; sein Vater starb 2007. Er wird von der Firma Global Sports Management von Jos Hermens betreut und ist nicht verwandt mit den bekannteren Marathonläufern Robert Kipkoech Cheruiyot und Evans Kiprop Cheruiyot.

## Persönliche Bestzeiten
- Halbmarathon: 1:01:22 h, 13. September 2009, Rotterdam
- Marathon: 2:05:52 h, 19. April 2010, Boston